# Lago Turkana
Il lago Turkana, noto anche come The Jade Sea (Mar di Giada) e fino al 1975 chiamato lago Rodolfo, è un grande lago dell'Africa centro-orientale, situato nella Rift Valley, nel Nord-ovest del Kenya al confine con l'Etiopia. Ha una superficie di 6 405 km², quasi completamente all'interno dei confini del Kenya; solo la parte settentrionale, in corrispondenza del delta del fiume Omo, si trova in Etiopia.

## Storia
Il lago venne chiamato  "lago Rodolfo" in onore del principe austro-ungarico Rodolfo d'Asburgo-Lorena dagli esploratori Sámuel Teleki e Ludwig von Höhnel, che furono i primi europei a raggiungerne le sponde (1888). Dal 1975 ha ripreso il suo nome storico, quello dell'etnia dei Turkana, che abitano la regione circostante il lago.

## Morfologia

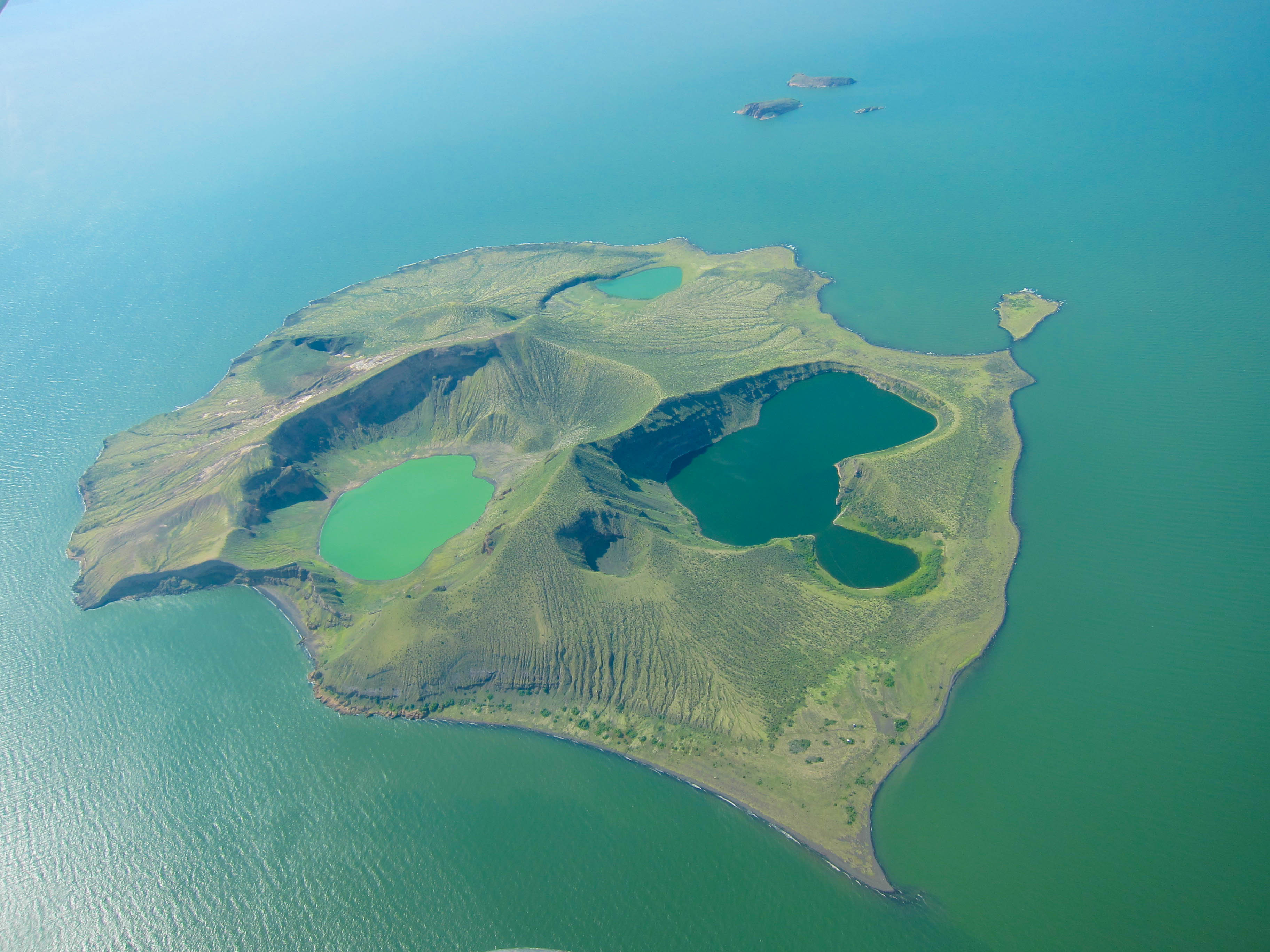
Isola centrale

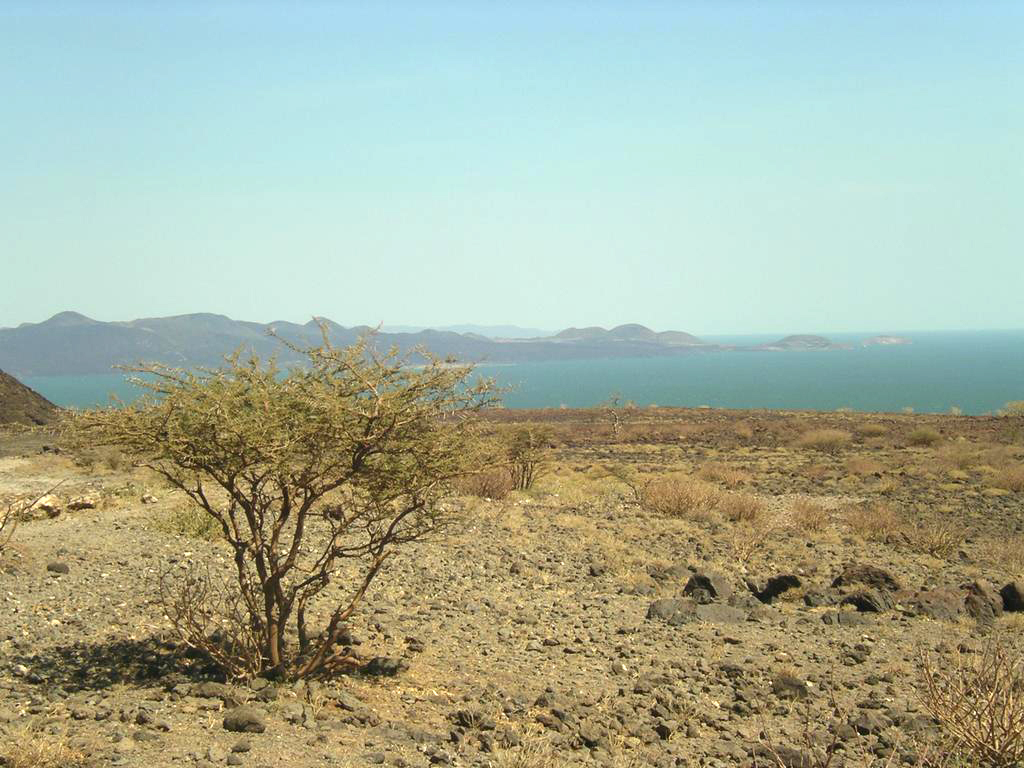
Veduta

È il più grande lago permanente in luogo desertico ed è anche il più grande lago alcalino del mondo. Essendo un bacino chiuso, tutta l'acqua che vi si versa evapora per effetto delle alte temperature del luogo. Tre sono gli immissari del lago: l'Omo, il Turkwell e il Kerio. Dopo molti anni di forte calo del livello del lago dovuto a una costante situazione di siccità, nel 2006 la situazione è stata completamente sovvertita, con forti alluvioni in particolare del fiume Omo. Essendo un lago chiuso l'acqua è leggermente salata, calda e con una sabbia scura.
Nel lago ci sono tre isole maggiori di origine vulcanica chiamate Isola Settentrionale (Morunaithe), Isola Centrale (Cioro), un vulcano attivo, e Isola Meridionale (Elmolo). Le ultime due fanno parte dei Patrimoni dell'umanità del Kenya riconosciuti dall'UNESCO con il nome di Parchi nazionali del Lago Turkana.
Risultava una presenza non trascurabile di coccodrilli, ma probabilmente negli ultimi anni tale numero s'è ridotto in modo considerevole. La regione, che risulta ancora oggi molto isolata e poco frequentata dai turisti, dista circa due-tre giorni di automobile dalla capitale Nairobi.

## Geologia
Il lago Turkana è un caratteristico Rift dell'Africa orientale. Un rift è una depressione della crosta terrestre dovuta alla separazione di due placche tettoniche, spesso accompagnato da un avvallamento, in cui può raccogliersi l'acqua, che poi va a formare un lago. La frattura iniziò quando l’Africa orientale, spinta dalle correnti nel mantello, iniziò a separarsi dal resto dell’Africa, spostandosi verso nord-est. 
I basamenti cristallini, ovvero le rocce sottostanti una piattaforma sedimentaria, della regione sono stati datati a un periodo compreso tra 522 e 510 milioni di anni fa, quando non c'era alcun rift. La più antica attività vulcanica della regione si è verificata nella zona delle colline Nabwal, a nord-est del lago Turkana, ed è datata a 34,8 milioni di anni fa, nel tardo Eocene.
Le formazioni tettoniche visibili della regione sono il risultato di estese estrusioni di basalto dal bacino "Turkana-Omo" nella finestra temporale compresa tra 4,18–3,99 milioni di anni fa. Questi sono chiamati basalti del gruppo Gombe che, a loro volta, sono suddivisi in Basalti Mursi e Basalti Gomb. Qui si trovano due delle formazioni geologiche tra le più interessanti al mondo dal punto di vista paleoantropologico, ovvero Koobi Fora a est del lago e la formazione Nachukui a ovest (una terza, Shungura si trova a nord del lago,in Etiopia).

## Popolazione
Nella zona vive una popolazione di nome Turkana.

## Ritrovamenti paleoantropologici
La Formazione stratigrafica Nachukui, che copre un arco cronologico che va da 4,35 milioni a 700 000 anni fa, è stata indagata dall'esplorazione archeologica a partire dal 1987, diventando uno dei siti paleontologici più interessanti al mondo.  Qui infatti sono stati scavati più di 30 siti, tra i quali si citano il Lomekwi 3, il Lokalalei 1, il Lokalalei 2C, il Kokiselei 4 e lo Nadung'a 4, che hanno dato evidenza di essere stati frequentati da genti olduvaiane, quanto acheuleanee.
In prossimità delle sue rive sono stati rinvenuti numerosi resti fossili di ominidi risalenti a un intervallo temporale piuttosto ampio e attribuiti a varie specie estinte. Tra i più rilevanti e completi si ricordano:
- KNM-WT 1700, cranio di Paranthropus aethiopicus;
- KNM-WT 4000, riferito alla specie Kenyanthropus platyops;
- KNM-ER 1813, cranio attribuito a Homo habilis;
- KNM-ER 1470, appartenente alla specie Homo rudolfensis;
- KNM-ER 3733, 3883, resti cranici e post-craniali di Homo ergaster e KNM-WT 15000 (Turkana Boy).

## Il Turkana nella cultura
Il romanzo di Kuki Gallmann Sognavo l'Africa dedica alcuni capitoli al lago Turkana, descrivendolo com'era negli anni settanta. Il romanzo di Massimo Nepote André I Nodi della Terra Vol. 1 - Non Dire, ha il suo climax proprio sulle rive del lago Turkana e in particolare sull'Isola Sud dove la vicenda trova la soluzione. Il lago e il territorio circostante è ripreso nel seguito della trilogia nel secondo volume "Ombre a occidente" e, in particolare, nel terzo e conclusivo episodio "Apocalypsis" che vede protagonista una giovane ragazza turkana.
Suguta Valley: residuo disseccato del primordiale bacino che un tempo si integrava con l'attuale lago Turkana. Il libro "Suguta Valley", di Antonio Biral, documenta con rigore geografico la spedizione che nel 1992 attraversò, con una carovana di cammelli, l'intera valle da sud a nord; oltrepassò la barriera vulcanica del Teleki,  raggiunse il lago Turkana e dopo una marcia di 200 km e mille peripezie trovò salvezza all'oasi di Loyangalani.